# Hlavní města a hrobky starověkého království Kogurjo
Hlavní města a hrobky antického království Kogurjo je název jedné z památek světového dědictví, která byla k němu přiřazena pod identifikačním číslem 1135 v roce 2004. Tyto památky splňují celých pět z šesti kritérií určených pro kulturní památky světového dědictví, přičemž pro zařazení na seznam stačí jedna. Jak už název napovídá, hrobky a archeologické pozůstatky těchto měst pochází z dob království Kogurjo, které existovalo v severovýchodní Číně a na Korejském poloostrově zhruba od počátku letopočtu po konec starověku.